# Apogon deetsie
Apogon deetsie es una especie de pez de la familia de los apogónidos en el orden de los perciformes.

## Morfología
Los machos pueden alcanzar los 5,1 cm de longitud total.

## Distribución geográfica
Se encuentran en las Islas Hawái y en las Tuamotu.